# Haugschlag NÖ Open
Het Haugschlag NÖ Open is een golftoernooi van de Pro Golf Tour. Het wordt op de baan van Haugschlag Golfresort in Haugschlag, Neder-Oostenrijk gespeeld, vlak bij de Tsjechische grens.

## Het toernooi
De eerste editie was in 2011 en het was het eerste toernooi in Oostenrijk van de EPD Tour. Nadat Allen John in de eerste ronde een score van 64 binnenbracht, ging Sebastian Guhl na ronde twee met een score van 61 aan de leiding. Het toernooi eindigde met een play-off tussen beide spelers, die door Allen John op de tweede extra hole gewonnen werd. Het prijzengeld was € 30.000, waarvan de winnaar € 5.000 kreeg.

## De baan
Haugschlag Golfresort werd in 1987 opgericht. Er is een viersterrenhotel en er zijn twee 18-holesgolfbanen die door Max Graf Lamberg werden ontworpen. In 1994, 1995 en 1996 werd hier het Oostenrijks Open gespeeld. 

De golfclub die op Haugschlag speelt heet Golfclub Herrensee.
| Jaar | Winnaar          | Score | Score | Info |
| ---- | ---------------- | ----- | ----- | ---- |
| 2011 | Allen John po    | 202   | -14   |      |
| 2012 | Marcel Haremza   | 200   | -16   |      |
| 2013 | Bernd Ritthammer | 207   | -9    |      |
| 2014 | Sean Einhaus     | 197   | -19   |      |